# 607 Jenny
A 607 Jenny egy a Naprendszer kisbolygói közül, amit August Kopff fedezett fel 1906. szeptember 18-án. Nevét Jenny Adolfine Kesslerről, a felfedező egy barátjáról kapta.